# Dridu-Snagov, Ialomița
Dridu-Snagov este un sat în comuna Dridu din județul Ialomița, Muntenia, România.

## Istorie
Întâia atestare documentară a Dridului datează din 28 octombrie 1464, când voievodul Radu cel Frumos dăruia mănăstirii Snagovului patru mori la Dridih, făcute mai devreme de Vlad Dracul, părintele lui Vlad Țepeș.
Sub influența comunității monahale de la Snagov și apoi și a celor de la Dealu și Sarindar, avea să se desfășoare trecutul însemnatei așezări de la Dridu.
Prin secolul al XVI-lea, pe partea de moșie snagoveană avea să fie întemeiat cătunul zis Dridul Snagovului sau Dridu-Snagov, astăzi sat component al comunei Dridu.

## Legături externe
Materiale media legate de Dridu-Snagov la Wikimedia Commons